# Roger Penrose
Roger Penrose (Colchester, 8 de agosto de 1931) é um físico matemático, matemático e filósofo da ciência inglês, professor emérito da Cátedra Rouse Ball de Matemática da Universidade de Oxford.
Em 2020, ele foi laureado com o Prêmio Nobel de Física "pela descoberta de que a formação de buracos negros é uma previsão robusta da teoria geral da relatividade". A outra metade do prêmio foi compartilhada entre Reinhard Genzel e Andrea Ghez.

## Família
Filho do cientista Lionel Penrose e de Margaret Leathes, é irmão do matemático Oliver Penrose e do mestre no xadrez Jonathan Penrose.

## Carreira
Penrose foi uma criança precoce. Frequentou a University College School. Obteve a primeira graduação em matemática na University College London. Em 1955, enquanto ainda era um estudante, Penrose reinventou a matriz inversa generalizada (também conhecida como inversa Moore-Penrose). Penrose obteve seu doutorado na Universidade de Cambridge em 1958, escrevendo uma tese sobre 'métodos tensores em geometria algébrica' sob a orientação do algebrista e geômetra John Arthur Todd. Ele inventou e popularizou o triângulo de Penrose da década de 1950, descrevendo isto como a "impossibilidade na sua forma mais pura" e trocou impressões com o artista M. C. Escher, o qual retratou as primeiras descrições destes objetos impossíveis inspirados nele. Em 1965, em Cambridge, Penrose provou que singularidades (tais como um buraco negro) poderiam ser formadas a partir do colapso gravitacional de imensas estrelas moribundas.

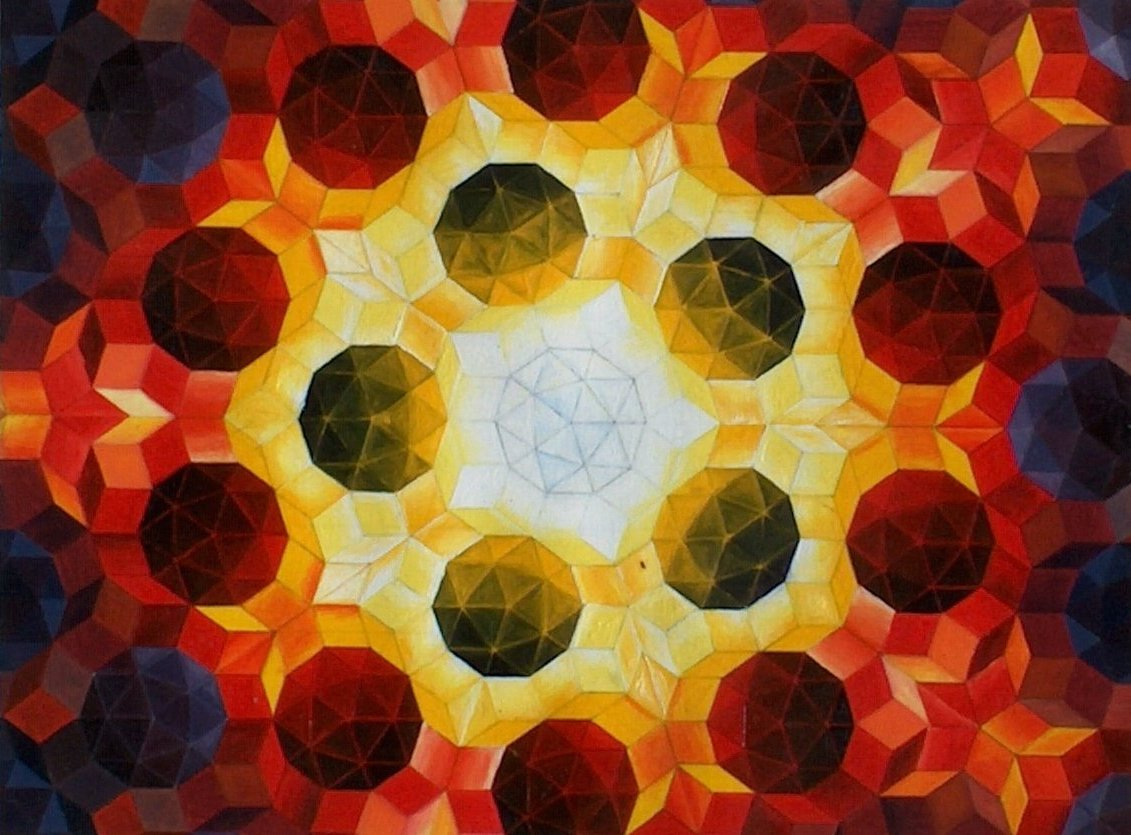
Pintura a óleo de Urs Schmid (1995) relativa a um Mosaico de Penrose.

Em 1967, Penrose inventou a Teoria dos twistores, a qual mapeia objetos geométricos do espaço de Minkowski em um espaço complexo tetra-dimensional com assinatura métrica (2,2). Em 1969 ele conjeturou a hipótese da censura cósmica. Ela propõem (ao menos informalmente) que o universo nos protege da inerente imprevisibilidade de uma singularidade (tal como no centro de um buraco negro) através limitação da nossa visão além do horizonte de eventos. Esta forma agora conhecida como hipótese da censura fraca. Juntamente como a conjectura BKL e dos problemas da estabilidade não-linear, o estabelecimento da conjectura da censura e um dos mais importantes problemas originados da relatividade geral.
Reconhecido por seus trabalhos em física matemática, em particular por suas contribuições para a relatividade geral e a cosmologia, Penrose tem contribuições em matemática recreativa e na filosofia. Recebeu a Medalha Copley de 2008, "por suas ideias belas e originais em diversas áreas da matemática e da física matemática. Sir Roger fez grandes contribuições à relatividade geral e cosmologia, principalmente por seu trabalho sobre buracos negros e o Big Bang".